# Mărtinești (okręg Satu Mare)
Mărtinești (węg. Kakszentmárton) – wieś w Rumunii, w okręgu Satu Mare, w gminie Odoreu. W 2011 roku liczyła 607 mieszkańców. 